# Phòng vệ dân sự
Phòng vệ dân sự là lực lượng bán vũ trang cấp cơ sở của Quân lực Việt Nam Cộng hòa, do các cấp phó phụ trách an ninh ở các xã, ấp, phường chỉ huy. Cách tổ chức gần giống với Dân quân tự vệ hay là Dân phòng ngày nay.
Phòng vệ dân sự được thành lập năm 1964 với mục đích tập hợp người dân vào các hoạt động bình ổn, chống chiến tranh du kích ở Miền Nam Việt Nam, phục vụ Chương trình Bình định nông thôn của chính quyền. Nhiệm vụ chính: tìm kiếm cán bộ Cộng sản nằm vùng, chủ yếu là ở các ấp đã bình định xong, và tuần tra, bảo vệ an ninh khóm, ấp. Phòng vệ dân sự được tổ chức theo từng trung đội độc lập, có từ 32 đến 35 người, được trang bị vũ khí hạng nhẹ.
Từ năm 1968, Phòng vệ dân sự đổi thành Nhân dân tự vệ.

## Tại các quốc gia khác
Tại Singapore, Philippines cũng có lực lượng Phòng vệ dân sự.